# Yodel It!
«Yodel It!» — пісня румунського дуету Ілінки та Алекса Флоря для конкурсу Євробачення 2017 в Києві. Була виконана у другому півфіналі Євробачення, 11 травня, та пройшла до фіналу. У фіналі, 13 травня, була виконана під номером 20, за результатами голосування отримала від телеглядачів та професійного журі 282 бали, посівши 7 місце.

## Список композицій
| Digital download | Digital download                    | Digital download |
| #                | Назва                               | Тривалість       |
| ---------------- | ----------------------------------- | ---------------- |
| 1.               | «Yodel It!» (featuring Alex Florea) | 2:56             |